# Omphacodes purifimbria
Omphacodes purifimbria är en fjärilsart som beskrevs av Louis Beethoven Prout 1930. Omphacodes purifimbria ingår i släktet Omphacodes och familjen mätare. Inga underarter finns listade i Catalogue of Life.